# Svala
Svala Björgvinsdóttir (Reykjavík, 1977. február 8. –), ismertebb nevein Svala, Svala Björgvins vagy Kali izlandi énekesnő, dalszerző. Ismertségét 2001-ben szerezte The Real Me című dalával. Ő képviselte Izlandot a 2017-es Eurovíziós Dalfesztiválon Kijevben. Apja Bo Halldórsson az 1995-ös Eurovíziós Dalfesztiválon képviselte Izlandot.

## Diszkográfia

### Stúdióalbumok
| Cím              | Részletek                                                                             |
| ---------------- | ------------------------------------------------------------------------------------- |
| The Real Me      | - Megjelent: 2001. július 2. - Címke: Priority Records - Formátum: Digitális letöltés |
| Birds Of Freedom | - Megjelent: 2005 - Címke: Priority Records - Formátum: Digitális letöltés, CD        |

### Kislemezek
| Cím         | Év   | Csúcs chart-pozíció | Csúcs chart-pozíció | Album                  |
| Cím         | Év   | ISL                 | USA                 | Album                  |
| ----------- | ---- | ------------------- | ------------------- | ---------------------- |
| The Real Me | 2001 | —                   | 39                  | The Real Me            |
| Ég veit það | 2017 | 12                  | —                   | Nem jelent meg lemezen |
| Paper       | 2017 | 1                   | —                   | Nem jelent meg lemezen |

## Fordítás
Ez a szócikk részben vagy egészben  a   Svala című angol Wikipédia-szócikk ezen változatának fordításán alapul.  Az eredeti cikk szerkesztőit annak laptörténete sorolja fel. Ez a jelzés csupán a megfogalmazás eredetét és a szerzői jogokat jelzi, nem szolgál a cikkben szereplő információk forrásmegjelöléseként.